# Barn
Il barn (simbolo b o bn, dal termine inglese "barn", fienile) è un'unità di misura per l'area, utilizzata in fisica nucleare e subnucleare, insieme ai suoi sottomultipli, per misurare sezioni d'urto tra particelle elementari. Il barn non fa parte del Sistema internazionale di unità di misura ma è accettato come unità per l'uso corrente.
Dimensionalmente il barn è un'area, ed è pari a:
{\displaystyle \mathrm {1\ b=100\ fm^{2}=10^{-28}\ m^{2}=10^{-24}\ cm^{2}} }.
Un barn è approssimativamente pari alla sezione di un nucleo di uranio, infatti il raggio classico del suo nucleo in femtometri vale approssimativamente:
{\displaystyle r\sim {\sqrt {100 \over \pi }}\ \mathrm {fm} \sim 5.64\ \mathrm {fm} }

## Femtobarn inverso
Il femtobarn inverso (fb−1) è un'unità di misura della fluenza tradizionale nel campo degli acceleratori di particelle, ed è pari nel sistema internazionale a:
{\displaystyle \mathrm {1\ fb^{-1}={\frac {1}{10^{-15}10^{-28}\ m^{2}}}=10^{43}\ m^{-2}={\frac {10}{zm^{2}}}\!} }.
Due fasci di particelle che hanno una sezione d'urto di collisione reciproca generano realmente eventi di collisione tanto più questa sezione è alta e tanto più a lungo dura la loro interazione. Perciò la fluenza dell'acceleratore misura la quantità di eventi di collisione realizzabili durante un periodo di funzionamento (per esempio, 100 fb−1 nell'acceleratore x sono raggiunti in nove mesi).
Come semplice esempio, se un fascio circola per 8 ore (28 800 secondi) con un campo istantaneo di 300 × 1034 m−2s−1 = 300 μb−1s−1, allora totalizzerà una fluenza di 8 640 000 μb−1 = 8.64 pb−1 durante questo periodo.
In altri termini la fluenza misura sul lungo periodo l'esperienza accumulabile/accumulata con la macchina considerata, quindi la loro efficienza per produrre conoscenza.
Il Fermilab ad esempio ha prodotto 10 fb−1 negli ultimi dieci anni.  Nel solo 2012 il Large Hadron Collider ha superato il traguardo di 23 fb−1.